# Helene Thalmann-Antenen
Helene Thalmann-Antenen (* 28. März 1906 in Biel; † 21. März 1976 in Bern) war eine Schweizer Juristin (Fürsprech), Publizistin und Frauenrechtlerin.

## Leben und Werk
Helene Antenen war die Tochter des  Fritz Antenen, Lehrer der Naturwissenschaften am Bieler Gymnasium, und der Sekundarlehrerin Martha Haenni. Nach dem Studium in Bern promovierte sie 1929 über die Verwandtenunterstützungspflicht bei Ernst Blumenstein und Theo Guhl (1880–1957).  Im gleichen Jahr bestand sie das Fürsprecherexamen. In der Krisenzeit der dreissiger Jahre fand sie als Frau schwer eine zusagende, definitive Arbeit. Nebst der Pflege ihrer schwer erkrankten Mutter arbeitete sie u. a. im Anwaltsbureau von Ständerat Paul Charmillot in Saint-Imier und im Advokaturbureau Arthur Schneider in Bern.
Nach der Heirat mit Walter Thalmann, der Geburt eines Sohnes und dem arbeitsbedingten Umzug ihres Ehemannes nach Bern, gingen die Eheleute schliesslich auseinander und es kam zur Scheidung. Helene Thalmann-Antenen entschloss sich, ihre Berufsarbeit wieder aufzunehmen und eröffnete in Bürogemeinschaft mit Fürsprech Albertine Haenni-Wyss ein eigenständiges Anwaltsbureau.

## Arbeit und Engagement
Vehement vertrat sie, nicht zuletzt dank eigenen Erfahrungen, arbeitsrechtliche und frauenpolitische Interessen. Sie wurde zur Anwältin der Frauen. Thalmann-Antenen übernahm die Rechtsberatung des Bernischen Frauenbundes, war Mitglied der juristischen Kommission des BSF, der Arbeitsgemeinschaft Frau und Demokratie und war u. a. 1959–1962 Präsidentin des Schweizerischen Verbands der Akademikerinnen. Sie präsidierte dessen Kommissionen für die rechtliche und wirtschaftliche Stellung der Frau im Schweizerischen SVA wie im Internationalen Verband IFUW. Helene Thalmann-Antenen präsidierte die Schweizerische Vereinigung für Sozialpolitik, war Mitglied der eidgenössischen Expertenkommission für das allgemeine Arbeitsgesetz, für die Revision des Dienstvertragsrechts und der Unfallversicherung.
Thalmann-Antenen verfasste Berichte und Broschüren zum Arbeitsrecht, zur Mutterschaftsversicherung, zur Stellung der Schweizerin und zum Frauenstimm- und -wahlrecht. Sie schrieb im Auftrag der Schweizerischen UNESCO-Kommission und der Schweizerischen Vereinigung für Sozialpolitik sowie für den internationalen Arbeitskongress in Stockholm.

## Ehrungen
1971 erhielt sie den Ida-Somazzi-Preis durch die Schweizerische Arbeitsgemeinschaft Frau und Demokratie. 1974 wurde sie mit dem Adelaide-Ristori-Preis des Centro Culturale Italiano geehrt.

## Schriften, Nachlass
- Thalmann-Antenen Helene 1906–1976, in: Gosteli-Stiftung Worblaufen, Archiv zur Geschichte der schweizerischen Frauenbewegung
- Thalmann-Antenen Helene 1906–1976, in: Dokumentensammlung der Uni Basel - UB Wirtschaft - SWA
- Die Verwandtenunterstützungspflicht in der öffentlichen Armenpflege. Diss. jur. Bern. Bern 1929.
- Sieben Briefe zum Frauenstimmrecht. Bern 1942.
- Hat die Schweizerfrau eine politische Mission? Bern 1943.
- Die Allgemeinverbindlichkeit der Gesamtarbeitverträge. Zürich 1944
- Zur Orientierung über das Frauen-Stimmrecht hrsg. v. Schweiz. Verband für Frauenstimmrecht, Bern-Bümpliz : 1945
- Was verstehen wir unter Demokratie? [S.l.]:[s.n.], 1948.
- La situation de la femme universitaire en Suisse [S.l.] : [s.n.], 1950
- Das Frauenstimmrecht als Gedanke und als Tat, [S.l.] : [s.n.], 1957
- Die rechtliche, soziale und moralische Stellung der Frau. In: Schweiz / NHG, 29 (1958).
- Die Stellung der Frau im schweizerischen Familien- und Erbrecht. Zürich 1958
- Ist die Schweizer Frau rechtlich schlechter gestellt als die Frauen anderer Staaten? [Winterthur] : (Schweizer Frauenblatt), 1958
- Allgemeiner Ueberblick über die Entwicklung der Stellung der Frau seit der Universal Declaration of Human Rights. [S.l.] : 1968.
- Frau und Beruf. Bericht der Schweizerischen Vereinigung für Sozialpolitik zuhanden des Kongresses der Internationalen Vereinigung für sozialen Fortschritt, 1970 [Bern] : [s.n.], 1969.
- Gleicher Lohn für gleiche Arbeit, eine Bestandesaufnahme in der Schweiz. In: Wirtschaftsrevue, 13 (1972), Nr. 1/2.
- Die Institution der Sozialgerichtsbarkeit insbesondere die Gerichtsbarkeit auf dem Gebiet des Arbeitsrechts und der sozialen Sicherheit, Zürich 1973.
- Die Institution der Sozialgerichtsbarkeit, insbes. die Gerichtsbarkeit auf dem Gebiet des Arbeitsrechts und der sozialen Sicherheit, Zürich 1974
- Die Stellung der Frau in der obligatorischen Unfallversicherung in: Schweizerische Zeitschrift für Sozialversicherung, 1974/249
- Einige Gedanken zur Stellung der Frau in der beruflichen Alters-, Invaliden- und Hinterbliebenenvorsorge, in: Schweizerische Zeitschrift für Sozialversicherung, 1975/55
- Die Stellung der Frau in der schweizerischen Sozialversicherung Alters- und Hinterlassenenversicherung, Invalidenversicherung, Krankenversicherung, obligatorische Unfallversicherung, berufliche Vorsorge. Bern : Schweizerischer Verband der Akademikerinnen, 1975.
- Helene Thalmann-Antenen, Curriculum, Masch. [S.l.]:[s.n.].
- G[erda] St[ocker]-M[eyer], Helene Thalmann, in: Schweizer Frauenblatt 7. August 1969.
- Jaccard Madeleine, Helene Thalmann, in: Schweizer Frauenblatt 12. Juni 1970.
- Wehrli-Knobel B., Helene Thalmann, in: Schweizer Frauenblatt 21. August 1970.
- Wildhaber-Creux S. Helene Thalmann-Antenen 70-jährig, in: Schweizerischer Verband der Akademikerinnen, Bulletin Nr. 1, Februar 1976.
- Arnold Sylvia, Zum Hinschied von Helene Thalmann-Antenen, in NZZ 27./28. März 1976.